# Oratorio di San Francesco (Perosso)
L'oratorio di San Francesco  è un edificio religioso situato in contrada Perosso, alla periferia nord di Castel Goffredo, in provincia e diocesi di Mantova. 

## Storia e descrizione
L'oratorio è documentato nel 1566, durante la visita del vescovo di Brescia Domenico Bollani.
Fu ricostruito nel 1730 e dotato di sagrestia e di un piccolo campanile.
L'interno, a navata unica a capanna, termina con un volto, oltre il quale è collocato l'altare. Nell'abside è collocata una pala raffigurante San Francesco, Santa Chiara e San Domenico in adorazione della Vergine col Bambino.